# Rotuma

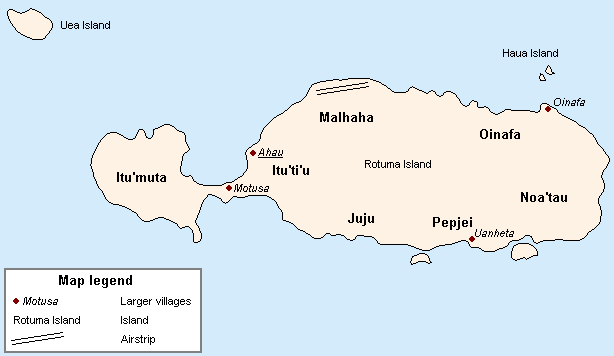
Karta över ön Rotuma

Rotuma är en av staten Fijis administrativa enheter, bestående av öarna Hatana, Hofliua, Rotuma, Solkope, Solnohu och Uea. Den är avhängig till staten men har lokalt självstyre.

## Historia
Det första kända tillfälle då Rotuma siktades av européer var 1791, då kapten Edward Edwards och besättningen på HMS Pandora gick i land där, på jakt efter sjömän som försvunnit efter Myteriet på Bounty.
Under mitten av 1800-talet blev Rotuma en välkänd plats för sjömän på flykt, varav vissa var förrymda fångar. Några av dessa gifte sig med lokalbefolkningen, och lade till sina gener i en redan heterogen genpool.
Metodistmissionärer från Tonga anlände till Rotuma 1842 och marister anlände 1847. Konflikter mellan grupperna, som späddes på av redan existerande konflikter mellan hövdingarna i Rotumas sju distrikt, ledde till stridigheter. Det slutade med att lokala hövdingar 1879 bad Storbritannien annektera ögruppen. Den 13 maj 1881 övergick Rotuma officiellt till Storbritannien, sju år efter att Fiji blivit en koloni. Det koloniala arvet syns idag främst på de många gamla kyrkorna som finns på öarna.

## Demografi
Även om ön politiskt har tillhört Fiji sedan 1881 är den rotumska kulturen mer lik de polynesiska öarna i öst, specifikt Tonga, Samoa, Futuna och Uvea. På grund av sitt utseende och sitt språk, rotumanska, utgör rotumaner en minoritetsgrupp inom Fiji. Majoriteten av rotumanerna (10 000) bor idag på andra platser i Fiji, och bara runt 3 000 bor kvar på Rotuma. Rotumaner anses allmänt vara konservativa, och så sent som 1985 röstade 85% av alla rotumaner mot att öppna ön för turism.
Välkända rotumaner inkluderar borgmästare Jioji Konrote, ombudsman Walter Rigamoto, före detta informationsminister Marieta Rigamoto, chefsdomare Daniel Fatiaki och idrottarbröderna Seán Óg Ó hAilpín och Setanta Ó hAilpín.

## Politik
Administrativt är Rotuma fullständigt inkorporerat i Fiji, men lokalstyret är utformat så att ön har ett större självbestämmande än övriga politiska underdivisioner i Fiji. Rotuma har statusen "besittning" eller "avhängig region", och väljer ett eget råd, vars makt är jämförbar med divisionernas och provinsernas i övriga Fiji. Ögruppens huvudstad är Motusa.
Efter två militära kupper i Fiji 1987 skapades en självständighetsrörelse på Rotuma. Den har dock alltid utgjorts av en minoritet av rotumanerna.